# Kebandungan (Bantarkawung)
Kebandungan is een bestuurslaag in het regentschap Brebes van de provincie Midden-Java, Indonesië. Kebandungan telt 2682 inwoners (volkstelling 2010).